# Alice no Espelho
Alice no espelho é um livro brasileiro de 2006 escrito por Laura Bergallo.
Foi premiado com o Prêmio Jabuti de livro juvenil e selecionado para a 44ª Feira do Livro Infanto-Juvenil de Bolonha, na Itália.

## Enredo
Alice é uma adolescente cujo pai foi embora de casa quando ela ainda era pequena. Boas lembranças ficaram, entretanto. Como a leitura das obras de Lewis Carroll, Alice no País das Maravilhas e Alice através do espelho, que o pai lia pra ela todas as noites antes de dormir.
Agora, aos 15 anos, sem entender a ausência do pai e obcecada por aparência e magreza, Alice acaba por contrair anorexia e bulimia, chegando ao ponto de ser internada inconsciente.
Durante seu coma, ela visita um mundo estranho, onde todas as pessoas são iguais e abrem mão de sua individualidade em nome de uma aparência padronizada, ditada pela sociedade. Aos 16 anos, todos passam pela "transformação", processo médico-cirúrgico supostamente voluntário que os torna cópias dos modelos considerados ideais de beleza.
Mas nesse mundo ela também se torna amiga de Ecila, garota gorda porém com opiniões firmes que, por influência de seu pai considerado louco, recusa se submeter à tão desejada "transformação". Para tentar ajudar a amiga, Alice acaba compreendendo que ela própria precisa procurar ajuda para se curar, embora reconheça que o processo é doloroso e difícil.